# 豊浦村 (山形県)
豊浦村（とようらむら）は山形県西田川郡にあった村。現在の鶴岡市西部、羽越本線小波渡駅・三瀬駅周辺にあたる。西田川郡の漁獲量の約3分の1を占める漁村であった。

## 地理
- 海洋：日本海
- 山：荒倉山、藤倉山、八森山

隣接していた自治体
西田川郡：山戸村（1892年から1954年まで）、加茂町、温海町、上郷村

## 歴史

### 村名の由来
豊かな自然や豊かな生活を願って命名された。

### 1942年の三瀬大火
1942年（昭和17年）11月18日19時25分に、三瀬戌から出火した。当時風速25メートルの強風が吹いており、172戸に類焼した。消防士1人を含む4人が死亡した。被害総額は148万円。

#### 村役場の被害
村役場での被害総額は3万6880円となった。また、戸籍簿、除籍簿、寄留簿、寄留手続令第11条の用紙が焼失した。戸籍簿は1943年5月に近隣市町協力のもと再製したが、除籍簿のうち再製されなかったものは、現在も鶴岡市役所では除籍謄本が交付できない。火災後は了願寺に仮事務所を設置、新庁舎が竣工したのは1943年12月10日であった。

### 年表
- 1889年（明治22年）4月1日 - 町村制の施行により、三瀬村、小波渡村、堅苔沢村、由良村の区域をもって発足[7]。
- 1892年（明治25年）5月21日 - 三瀬で大規模火災、130戸焼失[8]。
- 1895年（明治28年） - 由良で大規模火災、56戸焼失[8]。
- 1942年（昭和17年）11月18日 - 三瀬で大規模火災。
- 1943年（昭和18年）12月10日 - 村役場の新庁舎が竣工。
- 1955年（昭和30年）
  - 4月 - 村議会で鶴岡市合併を議決する[9]。
  - 7月29日 - 鶴岡市に編入、同日豊浦村廃止[10]。
  - 7月30日 - 閉村式を三瀬小学校で実施[10]。

## 地域
小字の出典は『山形県地名録』263-264頁による。

### 大字三瀬
小字：三瀬・荒町・浦田・堅田・上降矢・下降矢・木谷地沢・越戸・猿田・獅子畑・菖蒲田・白山・小豆沢・殿田・鍋倉・冷田・二口・藤倉・水無・宮前・山田・横町

### 大字由良
小字：由良・由良沢・川原田・楮・古四王田・腰前・コタ田・猿田・スカ田・砂田・楯下・泊・東沢・町田・道田・村上

### 大字小波渡
小波渡と堅苔沢を合わせて「小堅」と呼ぶことがある。
小字：小波渡・明ノ下・甘木台・大台・小滝・李台・浜田・宮林

### 大字堅苔沢
小字：堅苔沢（かたのりざわ）・板台・鳥越・平畑・深浦・淵ノ下・宮田・葭浦

## 人口
1950年国勢調査による。
- 世帯数：1,223戸
- 人口：6,799人
- 人口密度：241人/km2
- 男女比：女性100人に対し男性85.6人

### 大字別人口
1942年時点
- 三瀬：2198人
- 由良：1549人
- 小波渡：735人
- 堅苔沢：705人

## 行政

### 1947年村長選の決選投票
1947年4月5日、初の公選となる選挙が行われた。立候補は志田弥太郎、白幡多一郎、伊藤吉蔵の3人だった。3人とも得票数は800票台となり、法定得票を満たす者がいなかった。現在の公職選挙法では、法定得票に満たない場合は一から再選挙を実施するが、当時は最多得票を得た2人による決選投票を行う制度であった。志田と白幡の2人が決選投票となり、志田が第10代村長となった。

### 歴代村長
| 代 | 氏名         | 就任年月               | 退任年月               | 備考         |
| -- | ------------ | ---------------------- | ---------------------- | ------------ |
| 1  | 伊藤宜成     | 1889年（明治22年）6月  | 1913年（大正2年）6月   | 町村制施行   |
| 2  | 加藤利佐太   | 1913年（大正2年）6月   | 1921年（大正10年）1月  |              |
| 3  | 石塚伊津記   | 1921年（大正10年）2月  | 1926年（大正15年）5月  |              |
| 4  | 志田弥左衛門 | 1926年（大正15年）5月  | 1930年（昭和5年）5月   |              |
| 5  | 加藤利佐太   | 1930年（昭和5年）6月   | 1936年（昭和11年）1月  | 再任         |
| 6  | 白幡龍助     | 1936年（昭和11年）1月  | 1940年（昭和15年）1月  |              |
| 7  | 加藤利佐太   | 1940年（昭和15年）1月  | 1940年（昭和15年）11月 | 再任         |
| 8  | 石塚伊佐男   | 1940年（昭和15年）11月 | 1944年（昭和19年）5月  |              |
| 9  | 小笠原伊太郎 | 1944年（昭和19年）5月  | 1946年（昭和21年）11月 |              |
| 10 | 志田弥太郎   | 1947年（昭和22年）4月  | 1951年（昭和26年）4月  | 決選投票実施 |
| 11 | 白幡多一郎   | 1951年（昭和26年）4月  | 1955年（昭和30年）7月  | 豊浦村廃止   |

## 産業
主な産業は漁業である。

### 漁業
1915年には郡全体の33%の漁獲量を占めていた。沿岸では鱈・鯛・タコ・イカなどが獲れた。地先で漁業を行う者だけでなく、出稼漁業として北海道の鱈漁・ニシン漁、青森県のイカ漁を行う者もいた。1920年時点での漁業を行う戸数は以下の通りである。
- 三瀬：317戸中 54戸
- 由良：238戸中 158戸
- 小波渡：151戸中 93戸
- 堅苔沢：116戸中 60戸

### 農業
三瀬では農業を行う戸数が最も多く、1920年時点では317戸中94戸が農作を行っていた。主な作物は、米、大根、白菜、馬鈴薯、茄子、甘藷など。

### 工業
豊浦炭鉱と由良炭鉱があった。1946年2月には三瀬に製塩工場が完成し、3月から製塩が始まったが、1949年3月に中止された。

## 交通

### 鉄道路線
- 日本国有鉄道
  - 羽越本線
    - 小波渡駅 - 三瀬駅

### 乗合馬車
明治から大正初期まで、当村と鶴岡町を結んでいた。到着や出発を知らせるラッパの「トテートテー」という音から「トテ馬車」と呼ばれていた。

### 道路
- 国道7号

現在は旧村域に日本海東北自動車道の三瀬インターチェンジが所在するが、当時は未開通。

## 施設

### 医療機関
1922年時点
- 伊藤医院（三瀬）
- 竹内医院（三瀬）
- 浦川医院（小波渡）

### 学校
1953年時点では、小学校の学級数は3校合わせて25組、児童数は3校合わせて945人であった。
- 豊浦村立三瀬小学校[27]
- 豊浦村立小堅小学校[28]
- 豊浦村立由良小学校[29]
- 豊浦村立豊浦中学校 - 三瀬小学校に併設[30]。1953年時点での学級数は10組、生徒数は445人[26]。
- 山形県立温海高等学校豊浦分校 - 三瀬小学校に併設[31]。

### 郵便局
- 豊浦郵便局

## 名所
- 由良海水浴場 - 青く澄んだ遠浅の海[32]。